# Serrat de les Abelles (Santa Coloma Sasserra)

El Serrat de les Abelles, respecte del terme de Castellcir

El Serrat de les Abelles és un serrat del terme municipal de Castellcir, a la comarca del Moianès. Pertany al territori del poble rural de Santa Coloma Sasserra.
Està situat en el sector nord del terme de Castellcir, al sud-oest del nucli de Santa Coloma Sasserra i a prop del Roure del Giol, en la mateixa direcció. En el punt més alt d'aquest serrat hi hagué la Domus de Santa Coloma. Deu el seu nom als ruscs d'abelles que solia haver-hi.